# Squamipalpis melanostalus
Squamipalpis melanostalus är en fjärilsart som beskrevs av Rothschild 1920. Squamipalpis melanostalus ingår i släktet Squamipalpis och familjen nattflyn. Inga underarter finns listade i Catalogue of Life.